# Fournaudin
Fournaudin é uma comuna francesa na região administrativa de Borgonha-Franco-Condado, no departamento de Yonne. Estende-se por uma área de 9 km². Em 2010 a comuna tinha 122 habitantes (densidade: 13,6 hab./km²).